# No Limits
No Limits (с англ. — «Нет пределов») — шестой студийный альбом группы U.D.O., вышедший в 1998 году, второй альбом группы после её воссоздания.
После выхода альбома Solid группа в прежнем составе достаточно быстро приступила к записи нового альбома, который появился 20 апреля 1998 года. Содержание альбома было не без сюрпризов. Во-первых на альбоме была представлена кавер-версия I’m a Rebel, одной из ранних песен Accept. Во-вторых, группа записала тяжёлую кавер-версию песни Lovemachine «электронной» группы Supermax. Ну и кроме того, альбом содержит запоминающуюся балладу Azrael, авторство которой, что крайне редко для группы, не принадлежит её участникам. Текст песни написал известный писатель Вольфганг Хольбайн, основываясь на своём же одноимённом романе, музыку композитор Альберт Бёне, при этом Вольфганг Хольбайн, являясь большим поклонником Диркшнайдера, попросил его спеть эту песню и так она попала в альбом.
По мнению Диркшнайдера, альбом получился перепродюсированным, и это нашло отражение через несколько лет, когда песня «Way of Life» была перезаписана для альбома Mission No. X в более «сыром» варианте.
После выхода альбома группа в апреле 1998 года отправилась в турне, впервые поехав в Россию, и более того — начав турне с России. Турне имело очень большой успех, во Владивостоке группу приветствовал мэр города, который, как оказалось, являлся давним поклонником Accept и U.D.O.. В феврале 1999 года группа вновь отправилась в турне по России и вновь с успехом.
Альбом реализовывался Gun Records на компакт-диске (GUN 158)..

## Список композиций
| №   | Название                          | Перевод названия         | Длительность |
| --- | --------------------------------- | ------------------------ | ------------ |
| 1.  | «The Gate (Instrumental)»         | «Ворота»                 | 0:51         |
| 2.  | «Freelance Man»                   | «Фрилансер»              | 4:24         |
| 3.  | «Way of Life»                     | «Жизненный путь»         | 4:45         |
| 4.  | «No Limits»                       | «Нет пределов»           | 4:01         |
| 5.  | «With a Vengeance»                | «С местью»               | 5:26         |
| 6.  | «One Step to Fate»                | «Один шаг до гибели»     | 5:10         |
| 7.  | «Backstreet Loner»                | «Одиночка из подворотни» | 3:28         |
| 8.  | «Raise the Crown»                 | «Вознеси корону»         | 4:06         |
| 9.  | «Manhunt»                         | «Облава»                 | 4:16         |
| 10. | «Rated X»                         | «Оценка неизвестна»      | 3:54         |
| 11. | «Lovemachine»                     | «Любовная машина»        | 5:24         |
| 12. | «I'm a Rebel»                     | «Я — бунтарь»            | 2:19         |
| 13. | «Azrael»                          | «Азраил»                 | 5:31         |
| 14. | «The Key (только на японском CD)» | «Ключ»                   | 4:05         |

## Синглы
- Lovemachine, промосингл, 1998: Lovemachine/I’m a Rebel/Freelance Man

## Участники записи
- Удо Диркшнайдер — вокал
- Штефан Кауфманн — гитара
- Юрген Граф — гитара
- Фитти Винхольд — бас-гитара
- Штефан Шварцман — ударные